# ويليام أوغيلفي
ويليام أوغيلفي هو جيوديسي كندي، ولد في 7 أبريل 1846 في أوتاوا في كندا، وتوفي في 13 نوفمبر 1912 في وينيبيغ في كندا.